# Vattholma
Vattholma est une localité de Suède à environ 20 km au nord d'Uppsala traversée par la rivière Fyrisån. On y trouve le château de Salsta.